# NBA 1952/53
NBA 1952/53 was het 7e seizoen van de NBA. Het begon op 31 oktober 1952 en eindigde op 10 april 1953, toen Minneapolis Lakers de vijfde wedstrijd van de NBA Finale met 91-84 won en daarmee op 4-1 kwam in de serie tegen verliezend finalist New York Knicks. De eindstrijd ging tussen dezelfde twee ploegen als een jaar eerder en kende ook dezelfde winnaar. Voor New York Knicks was het de derde finale op rij en ook de derde die het verloor.
Seizoen 1952/53 was het eerste waarin de NBA een Rookie of the Year uitreikte. Don Meineke van Fort Wayne Pistons was de eerste winnaar. Indianapolis Olympians werd na afloop van het seizoen opgeheven.

## Eindstand regulier seizoen
| Eastern Conference    | W  | V  |
| --------------------- | -- | -- |
| New York Knicks       | 47 | 23 |
| Syracuse Nationals    | 47 | 24 |
| Boston Celtics        | 46 | 25 |
| Baltimore Bullets     | 16 | 54 |
| Philadelphia Warriors | 12 | 57 |

| Western Conference     | W  | V  |
| ---------------------- | -- | -- |
| Minneapolis Lakers     | 48 | 22 |
| Rochester Royals       | 44 | 26 |
| Fort Wayne Pistons     | 36 | 33 |
| Indianapolis Olympians | 28 | 43 |
| Milwaukee Hawks        | 27 | 44 |

## Playoffs
|  | Division Semifinals    | Division Semifinals |                    |   | Division Finals | Division Finals |  |  | NBA Finals | NBA Finals |
|  |                        |                     |                    |   |                 |                 |  |  |            |            |
|  |                        |                     |                    |   |                 |                 |  |  |            |            |
|  |                        |                     |                    |   |                 |                 |  |  |            |            |
|  |                        |                     |                    |   |                 |                 |  |  |            |            |
|  | New York Knicks        | 2                   |                    |   |                 |                 |  |  |            |            |
|  | New York Knicks        | 2                   |                    |   |                 |                 |  |  |            |            |
|  | Baltimore Bullets      | 0                   |                    |   |                 |                 |  |  |            |            |
|  | Baltimore Bullets      | 0                   | New York Knicks    | 3 |                 |                 |  |  |            |            |
|  |                        |                     | New York Knicks    | 3 |                 |                 |  |  |            |            |
|  |                        | Boston Celtics      | 1                  |   |                 |                 |  |  |            |            |
|  | Boston Celtics         | Boston Celtics      | 1                  | 2 |                 |                 |  |  |            |            |
|  | Boston Celtics         |                     |                    | 2 |                 |                 |  |  |            |            |
|  | Syracuse Nationals     | 0                   |                    |   |                 |                 |  |  |            |            |
|  | Syracuse Nationals     | 0                   | New York Knicks    | 1 |                 |                 |  |  |            |            |
|  |                        |                     | New York Knicks    | 1 |                 |                 |  |  |            |            |
|  |                        | Minneapolis Lakers  | 4                  |   |                 |                 |  |  |            |            |
|  | Minneapolis Lakers     | Minneapolis Lakers  | 4                  | 2 |                 |                 |  |  |            |            |
|  | Minneapolis Lakers     |                     |                    | 2 |                 |                 |  |  |            |            |
|  | Indianapolis Olympians | 0                   |                    |   |                 |                 |  |  |            |            |
|  | Indianapolis Olympians | 0                   | Minneapolis Lakers | 3 |                 |                 |  |  |            |            |
|  |                        |                     | Minneapolis Lakers | 3 |                 |                 |  |  |            |            |
|  |                        | Fort Wayne Pistons  | 2                  |   |                 |                 |  |  |            |            |
|  | Fort Wayne Pistons     | Fort Wayne Pistons  | 2                  | 2 |                 |                 |  |  |            |            |
|  | Fort Wayne Pistons     |                     |                    | 2 |                 |                 |  |  |            |            |
|  | Rochester Royals       | 1                   |                    |   |                 |                 |  |  |            |            |
|  | Rochester Royals       | 1                   |                    |   |                 |                 |  |  |            |            |

## Beste statistieken
- Meeste punten: Neil Johnston (Philadelphia Warriors)
- Meeste rebounds: George Mikan (Minneapolis Lakers)
- Meeste assists: Bob Cousy (Boston Celtics)
- Hoogste percentage veldscores: Neil Johnston (Philadelphia Warriors)
- Hoogste percentage vrije worpen: Bill Sharman (Boston Celtics)

1950 · 1951 · 1952 · 1953 · 1954 · 1955 · 1956 · 1957 · 1958 · 1959 · 
1960 · 1961 · 1962 · 1963 · 1964 · 1965 · 1966 · 1967 · 1968 · 1969 · 
1970 · 1971 · 1972 · 1973 · 1974 · 1975 · 1976 · 1977 · 1978 · 1979 · 
1980 · 1981 · 1982 · 1983 · 1984 · 1985 · 1986 · 1987 · 1988 · 1989 · 
1990 · 1991 · 1992 · 1993 · 1994 · 1995 · 1996 · 1997 · 1998 · 1999 · 
2000 · 2001 · 2002 · 2003 · 2004 · 2005 · 2006 · 2007 · 2008 · 2009 · 
2010 · 2011 · 2012 · 2013 · 2014 · 2015 · 2016 · 2017 · 2018 · 2019 · 
2020 · 2021 · 2022 · 2023 · 2024